# Macronemurus delicatulus
Macronemurus delicatulus är en insektsart som beskrevs av Morton 1926. Macronemurus delicatulus ingår i släktet Macronemurus och familjen myrlejonsländor. Inga underarter finns listade i Catalogue of Life.